# 山花奴奴溪大瀑布
山花奴奴溪大瀑布位於高雄市茂林區，濁口溪支流山花奴奴溪下段，石穗頭山西南方山谷，大致可分為上、下兩瀑。上瀑位於大鬼湖下游約4.8公里處，瀑布標高約1660公尺至1570公尺，落差約90公尺；下瀑位於大鬼湖下游約5.3公里處，瀑布標高約1520公尺至1300公尺，為一多階連瀑，落差約220公尺。

## 解
1. ↑  根據《臺灣通用電子地圖【NLSC】》、《臺灣通用正射影像【NLSC】》對照。